# Maisie Peters
Maisie Hannah Peters (nascida a 28 de maio de 2000) é uma cantora e compositora inglesa. Iniciou a sua carreira profissional de forma independente, lançando dois singles, "Place We Were Made" e "Birthday". Em 2018, assinou um contrato com a Atlantic Records, lançando dois EPs e a trilha sonora da 2ª temporada da série de comédia britânica, Trying
Em 2021, ela deixou a Atlantic e assinou com a Gingerbread Man Records, gravadora de Ed Sheeran. Pouco depois, lançou o seu primeiro álbum de estúdio, "You Signed Up for This". Peters lançou o seu segundo álbum, "The Good Witch ", em junho de 2023. Com "The Good Witch", Peters tornou-se a mais jovem artista solo britânica a liderar as tabelas de álbuns do Reino Unido em quase uma década.

## Início de Vida
Maisie Hannah Peters  nasceu a 28 de maio de 2000  em Steyning, uma pequena cidade em West Sussex, Inglaterra, filha de um professor de geografia e trabalhador de comunicação .  Ela tem uma irmã gémea, Ellen, que apareceu no seu canal no YouTube e foi a inspiração por trás do single, Brooklyn" em 2021. 
Peters começou a cantar por volta dos oito anos, apresentando-se em coros.  Ela escreveu a sua primeira música aos nove anos  e começou a escrever músicas regularmente aos 12 anos, depois de pegar emprestado a guitarra da sua amiga para um projeto escolar.  Ela frequentou a Steyning Grammar School, onde ganhou o concurso de talentos anual de 2015 com uma apresentação de uma composição própria "Electric".  Aos 15 anos, ela começou a apresentar-se nas ruas de Brighton e a publicar músicas originais no YouTube.  Ela também atuou no Ariel Company Theatre. 

## Carreira

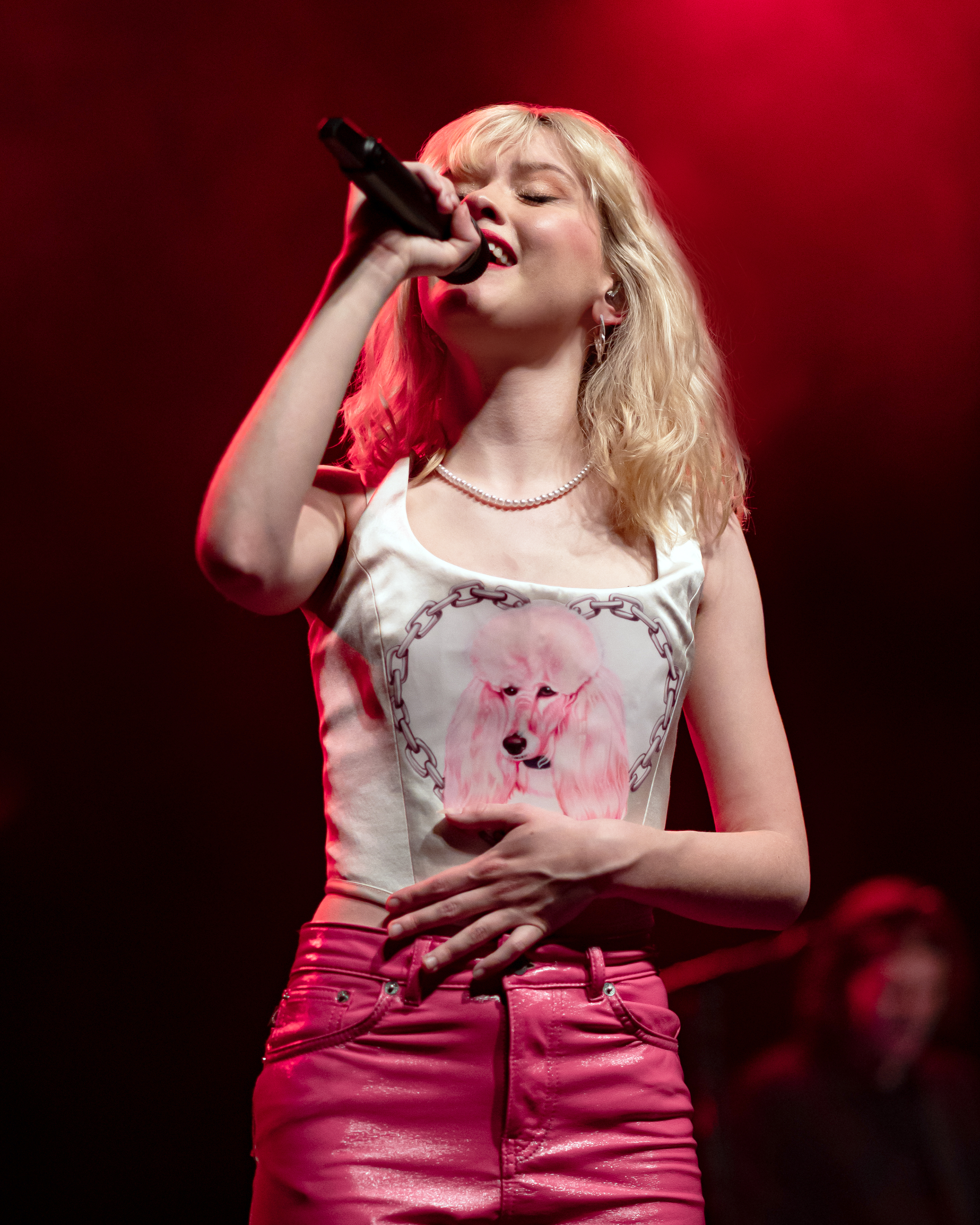
Peters a atuar no El Rey Theatre em 2022.

Aos 15 anos, em 2016, Peters realizou o seu primeiro concerto gravado, tocando várias músicas originais no The Ayala Show .  Em agosto de 2017, Peters lançou independentemente o seu single de estreia, "Place We Were Made". Quatro meses depois, ela lançou o seu segundo single, "Birthday".  As músicas ganharam atenção nos círculos indie-pop e "Place We Were Made" foi nomeada a música da semana da BBC Introducing no início de 2018.  Após essa atenção, Peters assinou com a Atlantic Records UK .  Sob a Atlantic, ela lançou vários singles, notavelmente "Worst Of You", bem como dois EPs ; Dressed Too Nice for a Jacket e It's Your Bed Babe, It's Your Funeral .   
Em 2020, Peters contribuiu com a música "Smile" para o álbum da banda sonora Birds of Prey, para o filme de mesmo nome .  Ela também foi anunciada como a banda de abertura da turnê Nice to Meet Ya Tour de Niall Horan em datas europeias.  No entanto, esses concertos foram cancelados devido à pandemia de COVID-19 .  Peters lançou o trabalho para outra banda sonora em 2021, desta vez para a série original Trying da Apple TV+ . Ela escreveu e interpretou todas as músicas, com uma participação do colega artista britânico James Bay na música "Funeral".   Nessa época, Peters criou um clube do livro online via Instagram.
A 15 de junho de 2021, Peters deixou a Atlantic Records e assinou com a Gingerbread Man Records de Ed Sheeran .  Sob esta gravadora, ela lançou o seu álbum de estreia You Signed Up for This a 27 de agosto de 2021.  O álbum estreou na posição nº2 na UK Albums Chart e foi o álbum mais vendido nas lojas de discos independentes do Reino Unido naquela semana.  Com os dois primeiros singles do disco, "John Hughes Movie" e " <i>Psycho</i> ", Peters alcançou as suas primeiras entradas na UK Singles Chart .  Peters embarcou na sua primeira turnê como ato principal em 2022, viajando pelos Estados Unidos.  Mais tarde naquele ano, ela juntou-se à turnê +–=÷x Tour de Sheeran como ato de abertura. Durante a turnê, ela lançou os singles "<i>Cate's Brother</i>", "Blonde", "Good Enough" e "Not Another Rockstar".    Peters anunciou mais tarde que faria uma turnê pelo Reino Unido em abril de 2023. 
A 27 de janeiro de 2023, Peters lançou "Body Better", o single principal de seu segundo álbum, chamando-o de uma de suas "músicas mais honestas de todos os tempos".  De seguida, a 15 de fevereiro de 2023, Peters anunciou o lançamento do seu segundo álbum, The Good Witch, que foi lançada em 23 de junho de 2023, descrevendo-o como a sua própria "versão distorcida de um álbum de término".  Com este álbum, Peters tornou-se a artista feminina britânica solo em quase uma década a alcançar o primeiro lugar nas tabelas do Reino Unido, depois de Ella Henderson em 2014.  Ela lançou uma versão deluxe a 27 de outubro de 2023, que incluiu seis faixas adicionais.  Peters ganhou o prêmio inaugural Rolling Stone UK Breakthrough Award em 2023.  Peters fez a sua estreia no cinema na comédia romântica da Amazon Prime de 2024 , How to Date Billy Walsh, como ela mesma.  Peters abriu para a turnê The Eras Tour de Taylor Swift no Estádio de Wembley em 19 de agosto de 2024.  Peters estava programada para apoiar Kelsea Ballerini em sua turnê pela América do Norte, mas desistiu. Ela citou priorizar a sua saúde mental como um dos principais motivos para isso, bem como querer completar o seu terceiro álbum de estúdio da melhor maneira possível. 

## Arte e influências
Peters possui uma voz de soprano .  Ela admite ser uma "grande fã" de Taylor Swift, considerando Swift uma influência "formativa" na sua música, e expressou admiração pelo grupo feminino inglês-irlandês Girls Aloud e pela artista inglesa Lily Allen .   Ela nomeia F. Scott Fitzgerald e Donna Tartt como as suas influências literárias.  Ela também citou Arctic Monkeys, My Chemical Romance, Florence and the Machine, All Time Low e Fall Out Boy como influências nas suas canções mais pop rock . 

## Discografia
- You Signed Up for This (2021)
- The Good Witch (2023)

## Filmografia
| Ano  | Título                   | Papel         | Notas                                            |
| ---- | ------------------------ | ------------- | ------------------------------------------------ |
| 2020 | Trying - 1ª Temporada    | Músico de rua | Estrela convidada; Episódio: "The Ex-Girlfriend" |
| 2021 | Trying - 2ª temporada    | Músico de rua | Estrela convidada; Episódio: "Helicopters"       |
| 2022 | Never Mind the Buzzcocks | Ela mesma     | Painelista; 1 episódio                           |
| 2024 | How to Date Billy Walsh  | Ela mesma     | Cameo                                            |

## Turnês

### Ato principal
- Maisie Peters UK Tour (2019)
- Maisie Peters NA Tour (2019)
- You Signed Up for This NA Tour (2022)
- I'm Telling the Whole of America Tour (2022)
- Maisie Takes Australia e Nova Zelândia (2023)
- Maisie Takes Japan Tour (2023)
- Road to Hammersmith Tour (2023)
- Maisie Takes Europe Tour (2023)
- The Good Witch Comes to North America (2023)
- Road to Wembley Tour (2023)
- The Good Witch Comes to Europe (2024)
- The Good Witch Comes to Australia (2024)

### Shows acústicos
- You Signed Up For These Record Store Shows (2021) [40]
- An Evening With the Good Witch (Reino Unido) (2023) [41]
- The Good Witch Comes To a Record Store Near You (EUA) (2023) [42]

### Ato de abertura
- Mahalia (datas no Reino Unido) (2017)
- Tom Walker (datas europeias) (2018)
- +–=÷x de Ed Sheeran (2022–2025)
- Music of the Spheres do Coldplay (datas europeias) (2024)
- The Stick Season (We'll All Be Here Forever) de Noah Kahan (datas europeias) (2024)
- Turnê The Eras de Taylor Swift (Wembley, 19 de agosto de 2024)
- Turnê Found Heaven de Conan Gray (datas americanas) (2024)

## Prêmios e Nomeações
| Prêmio                               | Ano  | Indicado(s)         | Categoria                                                  | Resultado | Ref.   |
| ------------------------------------ | ---- | ------------------- | ---------------------------------------------------------- | --------- | ------ |
| Prêmio Hollywood Music in Media      | 2021 | "Neck of the Woods" | Melhor Canção Original em um Programa de TV/Série Limitada | Indicada  | [ 43 ] |
| Prêmios Rolling Stone do Reino Unido | 2023 | Ela mesma           | Prêmio Revelação                                           | Venceu    | [ 33 ] |
| Trinity College Dublin               | 2023 | Ela mesma           | Prêmio Allii Proelio                                       | Venceu    | [ 44 ] |
| Prêmios de videoclipes de Berlim     | 2021 | "John Hughes Movie  | Melhor Conceito                                            | Indicada  |        |